# بريت إيمرتون

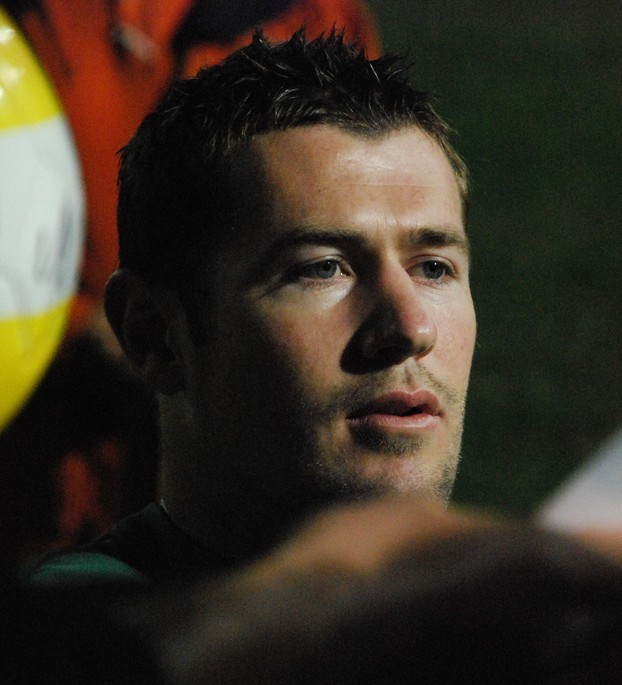
بريت إيمرتون

بريت مايكل إيمرتون (بالإنجليزية: Brett Emerton)‏، من مواليد 22 فبراير 1979 في سيدني في أستراليا، لاعب كرة قدم أسترالي.
بدأ مسيرته الكروية مع نادي سيدني أولمبيك في عام 1996، ولعب معهم حتى عام 2000، وشارك معهم في 93 مباراة وسجل 14 هدف، وفي عام 2000 انتقل إلى نادي فيينورد روتردام الهولندي، ولعب معهم حتى عام 2003، وشارك معهم في 62 مباراة وسجل 11 هدف، ومنذ عام 2003 وهو يلعب مع نادي بلاكبيرن روفرز الإنجليزي.
و هو يلعب مع منتخب أستراليا لكرة القدم.

## روابط خارجية
- بريت إيمرتون على موقع الاتحاد الدولي (مؤرشف)  (الإنجليزية)
- بريت إيمرتون على موقع الاتحاد الأوربي (الإنجليزية)
- بريت إيمرتون على موقع قاعدة بيانات كرة القدم.إي يو (الإنجليزية)
- بريت إيمرتون على موقع ناشيونال فوتبول تيمز (الإنجليزية)
- بريت إيمرتون على موقع Soccerbase.com (لاعب) (الإنجليزية)
- بريت إيمرتون على موقع Soccerway.com (الإنجليزية)
- بريت إيمرتون على موقع عالم كرة القدم.نت (الإنجليزية)
- بريت إيمرتون على موقع كووورة
- بريت إيمرتون على موقع أوليمبيديا (الإنجليزية)
- بريت إيمرتون على موقع اللجنة الأولمبية الأسترالية (الإنجليزية)